# Julian Iantzi
Julian Iantzi Mitxelena (Woodland, Californie, 1967) est un présentateur de télévision basco-navarrais.

## Biographie
Ses parents, Angel Iantzi et  Txelo Mitxelena, sont natifs de Lesaka (Navarre). L'histoire des Iantzi et de leur périple américain a commencé dans les années 1960, quand le père a décidé d’émigrer aux États-Unis comme berger. Il y restera vingt-trois ans, treize comme berger et dix autres dans un ranch. Au cours de ces années une fille et deux fils dont Julian, sont nés en Californie. Ils ont vécu à Dixon, mais les parents ont toujours gardé comme objectif de retourner au Pays basque. Cette décision du retour à Lesaka n'a pas été facile parce qu'à cette époque on gagnait un très bon salaire en tant que berger, beaucoup plus qu´au Pays basque. Mais les enfants atteignaient l'âge de la scolarité et une grande partie de la famille vivait à Lesaka. Jusqu'à ses 7 ans Julian parlait donc uniquement leuskara' et l'anglais, ce qui a provoqué des difficultés lors de son retour en Navarre. À l'école il a été durement réprimé précisément puisqu'il s'exprimait en basque, à une époque où le franquisme interdisait absolument cette langue dans l'éducation. C'est pour cette raison que, de nos jours, Julian est très sensibilisé par le mouvement Euskaltzale et prend part au  programme Mintzapraktika depuis 7 ans pour diffuser l'utilisation de la langue basque.
À noter aussi ce célèbre cocktail qui porte son nom, composé de rhum et de boisson gazeuse au citron (généralement du sprite ou ils Seven-Up). Le ton jaunâtre qu'acquiert la boisson, en accord avec les cheveux du présentateur ont rendu commune l'expression : prendre un Julian Iantzi.

## Carrière professionnelle
Depuis 2001, Julian Iantzi est une personnalité connue d'Euskal Telebista, mais avant de fouler les plateaux, il a été employé de bureau, vendeur d'assurances et hôtelier... Ayant été encouragé à se présenter à un casting que réalisait la télévision publique basque, c'est le canal local de la télévision pamplonaise Canal 4 qui lui offre sa première collaboration d'un an.  Il a été ensuite présentateur de plusieurs programmes dans différentes télévisions, mais c'est sans doute avec ETB qu'il se fait connaitre du public basque avec des titres comme « Basetxea », « Begia gose », « Sorginen Laratza », « la flecha amarilla », « El conquistador del fin del mundo », programmes spéciaux de festivités, etc. Julian a eu en outre l'occasion de réaliser une série de reportages sur la vie des Communautés basques des États-Unis.
En mars 2007 c'est à la télévision nationale qu'il présente le programme « Brainiac », sur Cuatro. Plus tard, en été 2008, il a présenté « le mur infernal » Tandis que la version espagnole de  « Hole in the wall » de Fuji TV, sur LaSexta, sera abandonnée pour sa faible audience.
Son dernier travail avant d'aller à ETB a été réalisé pour Antena 3, comme animateur du programme estival « vaya par... de tres », conduit par Maria Patiño et Jesus Marinas. Il y sera remplacé par Ximo Rovira jusqu'à l’interruption du programme.
Plus tard il retournera à ETB pour présenter une autre édition de El Conquistador del Fin del Mundo et il a signé un contrat pour Cuatro pour présenter Billete au Brésil.

### Sources
- (es) Cet article est partiellement ou en totalité issu de l’article de Wikipédia en espagnol intitulé « Julian Iantzi » (voir la liste des auteurs).